# Фролово (Красноярский край)
Фролово — упразднённая деревня в Кежемском районе Красноярского края России в составе Пановского сельсовета. Упразднена в 1998 году.

## География
Находилась на юго-восточной оконечности ангарского острова Бурнауль, в 111 км по прямой к северо-востоку от поселка Таёжный. В настоящее время деревня и остров затоплены водами Богучанского водохранилища.

## История
По данным на 1926 год деревня Фролова состояла из 51 хозяйства. В административном отношении являлась центром Фроловского сельсовета Кежемского района Канского округа Сибирского края.
Деревня попала в зону затопления Богучанского водохранилища и была расселена.
Распоряжением губернатора Красноярского края от 8 октября 1998 года № 563-П деревня исключена из учётных данных.

## Население
По данным переписи 1926 года в деревне проживало 304 человека (155 мужчин и 149 женщин), основное население — русские.